# Zincospiroffita
La zincospiroffita és un mineral de la classe dels òxids, que pertany al grup de la spiroffita. Rep el seu nom com a anàleg de zinc de la spiroffita.

## Característiques
La zincospiroffita és un òxid de fórmula química Zn₂Te₃4+O₈. Va ser aprovada com a espècie vàlida per l'Associació Mineralògica Internacional l'any 2002. Cristal·litza en el sistema monoclínic. Es troba en forma de pel·lícules micromètriques recobrint calaverita, o en agregats irregulars substituint-la. La seva duresa a l'escala de Mohs és 2,5. L'exemplar que va servir per a determinar l'espècie, el que es coneix com a material tipus, es troba conservat a la col·lecció del Museu Geològic de la Xina, amb el número de catàleg M10442.
Segons la classificació de Nickel-Strunz, la zincospiroffita pertany a «04.JK - Tel·lurits sense anions addicionals, sense H₂O» juntament amb els següents minerals: winstanleyita, walfordita, spiroffita, balyakinita, rajita, carlfriesita, denningita, chekhovichita, smirnita, choloalita, fairbankita, plumbotel·lurita, magnolita, moctezumita, schmitterita i cliffordita.

## Formació i jaciments
Va ser descoberta en filons aurífers, com a producte secundari de co-oxidació, a la mina Zhongshangou, al jaciment d'or i tel·luri de Dongping, a la prefectura de Zhangjiakou (Província de Hebei, Xina). També ha estat descrita a la propera mina de Dongping, i a la mina Hilltop, al comtat de Doña Ana, a Nou Mèxic (Estats Units). A la localitat tipus sol trobar-se associada a altres minerals com: esfalerita, pirita, hematites, or, galena i calaverita.